# Ripon (Kalifornia)
Ripon – miasto w Stanach Zjednoczonych, w stanie Kalifornia, w hrabstwie San Joaquin.